# Euphorbia cornastra
Euphorbia cornastra är en törelväxtart som först beskrevs av Robert Louis Dressler, och fick sitt nu gällande namn av Radcl.-sm.. Euphorbia cornastra ingår i släktet törlar, och familjen törelväxter. Inga underarter finns listade i Catalogue of Life.